# Jazz Station
La Jazz Station est un club de jazz situé à Saint-Josse-ten-Noode, une commune de l'agglomération bruxelloise en Belgique.

## Historique
Ce club de jazz s'est installé depuis 2005 dans l'ancienne gare de la chaussée de Louvain. Sa création a été rendue possible notamment par Jean Demannez, bourgmestre de Saint-Josse-ten-Noode pendant de nombreuses années, mais aussi batteur de jazz à ses heures. 
Le club est géré par une association sans but lucratif (ASBL). En dehors des concerts qu’elle propose durant l'année, cette maison de Jazz accueille des expositions, des résidences d’artistes, des festivals, des cours, des conférences sur la musique, répétitions publiques et des concerts apéritifs.
Outre Jean Demannez, Pierre Clerckx en a été directeur, puis, depuis 2015, Kostia Pace,,.
Durant la phase de confinement due à la pandémie de Covid-19 en 2020, le club, faute de pouvoir organiser des concerts, est devenu une plate-forme numérique diffusant une dizaine de concerts d'artistes de jazz confinés.
Une association des jazzmen de Belgique, Les Lundis d'Hortense, dont le pianiste et compositeur Michel Herr est un des fondateurs, partage également les locaux. Hortense est le nom d'une villa de la commune de Hoeilaart, qui leur servait précédemment de lieu de réunion,